# Theodoor Aenvanck

Natura morta d'Aenvank (1659).

Theodoor Aenvanck (Anvers, 1633 - Anvers, c. 1690) fou un pintor barroc neerlandès, especialitzat en natures mortes de fruites i flors.

## Biografia
Batejat a Anvers el 30 de novembre de 1633, el 1647 apareix registrat com a aprenent en el gremi de Sant Lluc de la seva ciutat natal. Sembla probable que fos deixeble de Jan Davidszoon de Heem, acusant-se també en la seva pintura la influència de Joris van Son. El 1669 es va registrar com a mestre independent al gremi d'Anvers, barrejant-se la possibilitat que abans d'aquesta data fes algun viatge a l'estranger, que podria haver tornat a fer després del març de 1686 quan va marxar d'Anvers desconeixent-se el destí.
Aenvanck és conegut per les seves natures mortes principalment de fruites disposades damunt una taula en primer terme i coberta en part per unes estovalles amb profunds plecs, sobre el que es disposen cistelles, plats i d'altres recipients desbordats per les abundants fruites.